# Dura-Europos
Dura-Europos a fost un oraș antic în perioada elenistică, parțiană și romană construit în apropierea râului Eufrat. Este poziționat lângă satul Salhiyé din Siria.
Dura-Europos este o locațe extrem de importantă din punct de vedere arheologic. Locul a fost abandonat după cucerirea din anii 256-257 și nu s-a mai construit nimic deasupra lui.
Aici s-au făcut descoperiri remarcabile, printre care numeroase temple, picturi murale, inscripții, echipament militar, morminte și chiar și evidențe ale asediului sasanid în timpul Imperiului Roman care a dus la abandonarea orașului.

## Legături externe
- Dura Europos, 2 iunie 2010, CrestinOrtodox.ro

1. ↑   https://pleiades.stoa.org/places/893990/dura-europos/?searchterm=dura-europos*, accesat în 4 martie 2025 Lipsește sau este vid: |title= (ajutor)
2. ↑   http://media.artgallery.yale.edu/duraeuropos/dura.html, accesat în 9 iulie 2020 Lipsește sau este vid: |title= (ajutor)